# Darío Castrillón Hoyos
Pour les articles homonymes, voir Hoyos.
Castrillón  Hoyos est un nom espagnol. Le premier nom de famille, en général paternel, est Castrillón ; le second, en général maternel, souvent omis, est Hoyos.
Dario Castrillón Hoyos, né le 4 juillet 1929 à Medellin en Colombie et mort le 18 mai 2018 à Rome (Italie), est un cardinal colombien de l'Église catholique, préfet de la Congrégation pour le Clergé, président de la commission pontificale Ecclesia Dei de 2000 à 2009.

## Biographie
Il est né à Medellín en Colombie.

### Ministères diocésains
Dario Castrillón Hoyos est ordonné prêtre le 26 octobre 1952 après des études au séminaire de Antioquia puis à l'Université pontificale grégorienne à Rome où il a obtenu un doctorat en droit canon.
En Colombie, il exerce les fonctions de curé pour deux paroisses rurales et enseigne le droit canon à l'Université civile libre. Il est ensuite secrétaire général de la Conférence épiscopale de Colombie.
Le 2 juin 1971, il est nommé par Paul VI coadjuteur de l'évêque de Pereira, auquel il succède le 1er juillet 1976.
De 1983 à 1987, il est secrétaire général du Conseil épiscopal latino-américain (CELAM) dont il devient le président de 1987 à 1991.
Le 16 décembre 1992, il est nommé au siège archiépiscopal de Bucaramanga.

### Cardinal de Curie

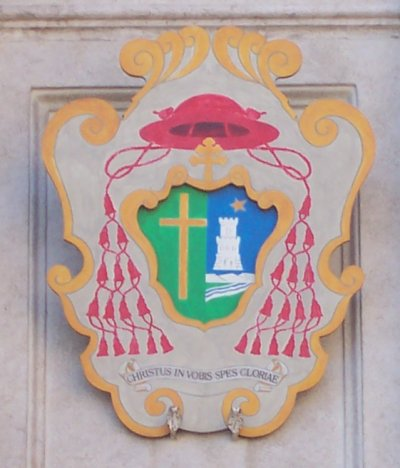
Armes du cardinal Castrillón de Hoyos peints sur la façade de l'église Santissimo Nome di Maria al Foro Traiano.

En juin 1996, après sa nomination à la Congrégation pour le clergé, Dario Castrillón Hoyos est notamment responsable des célébrations de commémoration du cinquantième anniversaire de l'ordination sacerdotale du pape Jean-Paul II.
Il devient préfet de la Congrégation pour le clergé en 1998 et est créé cardinal avec le titre de cardinal-diacre de Santissimo Nome di Maria al Foro Traiano par Jean-Paul II lors du consistoire du 21 février 1998.
Nommé président de la Commission pontificale « Ecclesia Dei » en 2000, il est chargé des relations avec les communautés traditionalistes. Il participe au conclave de 2005 et est maintenu dans ses fonctions par le nouveau pape Benoît XVI.
Il démissionne de sa charge à la tête de la Congrégation pour le clergé le 31 octobre 2006, tout en restant à la tête de la Commission Ecclesia Dei. À ce titre il visite des paroisses célébrant dans la forme extraordinaire du rite romain, comme la paroisse personnelle Saint-François-de-Paule de Toulon, le 7 décembre 2008.
Darío Castrillón Hoyos a affirmé que Marcel Lefebvre avait posé un acte de désobéissance schismatique, mais que les fidèles de la Fraternité sacerdotale Saint-Pie-X (FSSPX) n'étaient pas eux-mêmes des schismatiques.
Il est confirmé le 23 février 2007 par le pape Benoît XVI comme cardinal protodiacre, c'est-à-dire doyen des cardinaux-diacres. C'était donc à lui d'annoncer le nom du nouveau pape par la formule Habemus papam en cas de conclave s'il y avait eu un nouveau pape avant le 1er mars 2008, date à laquelle il est élevé au rang de cardinal-prêtre. Le cardinal Agostino Cacciavillan lui succède dans la charge de protodiacre.
Le 4 juillet 2009, atteignant l'âge de 80 ans, il perd sa qualité d'électeur (ce qui l'empêche de participer aux votes du conclave de 2013 qui voit l'élection du pape François). Le 8 juillet suivant, il est remplacé à la tête de la Commission « Ecclesia Dei » par le cardinal William Levada, préfet de la Congrégation pour la doctrine de la foi, lorsque le pape rattache la commission à cette même congrégation.
Il meurt à Rome le 17 mai 2018.

## Abus sexuels dans l'Église
En septembre 2001, à la suite de la condamnation de  Pierre Pican, Castrillón Hoyos, alors préfet de la Congrégation pour le clergé, le félicite, par courrier, de n'avoir pas dénoncé l’abbé Bissey aux autorités pour ses abus sexuels. Castrillón Hoyos écrit : « Vous avez bien agi et je me réjouis d'avoir un confrère dans l'épiscopat qui, aux yeux de l'histoire et de tous les autres évêques du monde, aura préféré la prison plutôt que de dénoncer son fils-prêtre. ».

## Succession apostolique
Darío Castrillón Hoyos a ordonné les évêques suivants :
- Évêque Rigoberto Corredor Bermúdez (es) (1988)
- Évêque Fernando Arêas Rifan (2002)
- Évêque Julio Hernando García Peláez (de) (2005)

## Publications
- Préface de Les communautés traditionnelles en France : "Venez et voyez", La Nef, coll. « Hors-série / 20 », 8 juin 2007, 165 p. (ISBN 978-2-916343-03-7), de Thomas Grimaux